# Zeche Vereinigte Alte Sackberg & Geitling
Die Zeche Vereinigte Alte Sackberg & Geitling ist ein ehemaliges Steinkohlenbergwerk in Essen-Burgaltendorf. Die Zeche war ursprünglich auch unter dem Namen Zeche Vereinigte Altesackberg & Geitling bekannt.

## Bergwerksgeschichte
Im Jahr 1801 konsolidiert die Zeche Alte Sackberg mit der Zeche Geitling unter dem Namen Zeche Vereinigte Alte Sackberg & Geitling. Am 26. Dezember desselben Jahres wurde das Abbaurecht auf zwölf Flöze unter dem gemeinsamen Altesackberger und Geitlinger Stollen verliehen. Im Jahr 1802 wurde mit dem Abbau begonnen, es wurde ein 310 Lachter langer Schleppweg zum Kohlenmagazin an der Ruhr angelegt. Im Jahr 1805 wurde am Vereinigungsschacht (Schacht 1) Abbau betrieben und es wurde der Schacht 2 geteuft. Im Jahr 1810 waren die Schächte Carliene (Schacht 3) und Dettloff (Schacht 4) in Betrieb. Im Jahr 1815 war nur Schacht Dettloff in Betrieb. In den Jahren 1820, 1825, 1830 und 1835 war das Bergwerk nachweislich in Betrieb. Im Jahr 1830 betrug das Fördervermögen 15.000 preußische Tonnen. Im Jahr 1838 wurde das Grubenfeld durch den Altendorfer Erbstollen gelöst. Etwa um das Jahr 1840 wurde das Grubenfeld durch den Himmelsfürster Erbstolln gelöst. Dies brachte jedoch nur wenig Nutzen, da der Himmelsfürster Erbstollen nur vier bis acht Lachter tiefer lag als der Altendorfer Erbstollen. Im Jahr 1840 war Schacht Euterpe in Betrieb. Am 8. Februar und am 14. Oktober 1855 kam es unter der Himmelsfürster Erbstollensohle mit anderen Zechen zur Konsolidierung zur Zeche Altendorf Tiefbau. In den Jahren 1863 bis 1867 war das Bergwerk in Betrieb. In den Jahren 1869 bis 1874 wurde das Bergwerk in Fristen gesetzt. Im Jahr 1876 wurde die Zeche Vereinigte Alte Sackberg & Geitling stillgelegt.

## Förderung und Belegschaft
Die ersten bekannten Förderzahlen des Bergwerks stammen aus dem Jahr 1837, es wurden 33.336⅛ preußische Tonnen Steinkohle gefördert. Im Jahr 1840 wurden 21.715¼ preußische Tonnen Steinkohle gefördert. Im Jahr 1842 sank die Förderung ab auf 19.194 preußische Tonnen und 1847 lag die Förderung bei 127.678 Scheffel. Im Jahr 1867 sank die Förderung ab auf 8391 Scheffel. Die ersten bekannten Belegschaftszahlen des Bergwerks stammen aus dem Jahr 1875, damals waren drei Bergleute auf dem Bergwerk beschäftigt, die eine Förderung von 154 Tonnen erbrachten. Die letzten bekannten Förder- und Belegschaftszahlen des Bergwerks stammen aus dem Jahr 1876, in diesem Jahr war nur noch ein Bergmann auf dem Bergwerk beschäftigt, der eine Förderung von einer Tonne Steinkohle erbrachte.